# 1305 w polityce

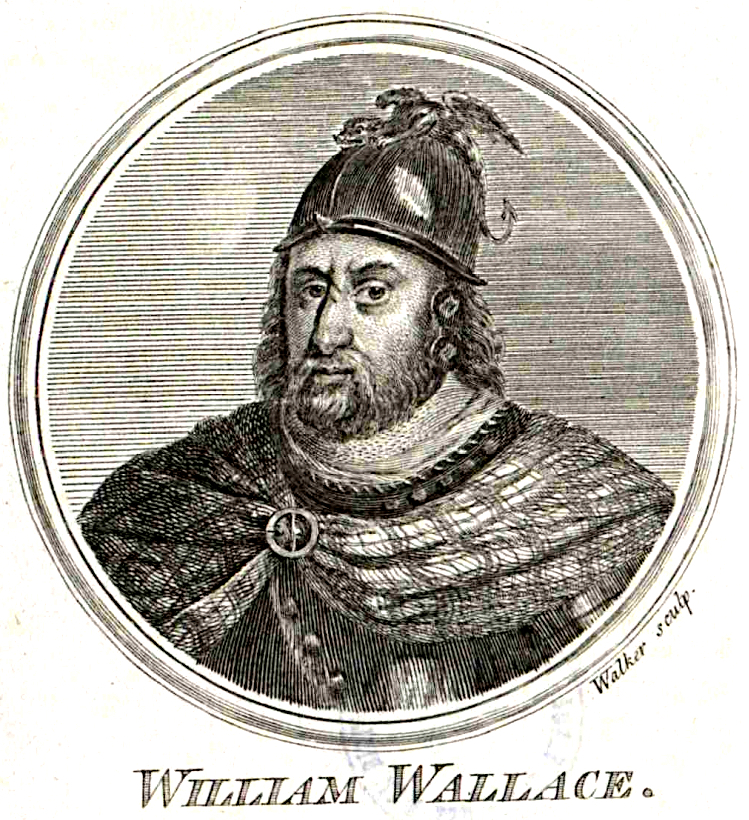
William Wallace, bohater narodowy Szkocji

Wydarzenia polityczne w 1305 roku.

## Wydarzenia
- 23 sierpnia William Wallace[1] zostaje stracony w Londynie[2][3].
- Wacław III zostaje królem czeskim i polskim[4].
- Wojna domowa w Małopolsce[5][6].

## Urodzili się
- Elżbieta Łokietkówna[7], córka króla Polski Władysława Łokietka i jego żony Jadwigi Bolesławówny, żona króla Węgier Karola Roberta Andegaweńskiego, regentka (zm. 1380).

## Zmarli
- 21 czerwca Wacław II, król czeski i polski[8].
- 4 października Kameyama, cesarz Japonii[9].